# 臺灣道
臺灣道為1727年－1885年清代臺灣212年間的最高官衙之一，另外還有臺灣府，而後者才是正式的清代行政區劃。「道」，本是清代的「省」（福建省）之派出機構，不算是正式地方行政區劃，所以清代臺灣前期，福建省管轄的臺灣府，才算是清代臺灣的正式行政區劃。但清中後期，「道」的權力漸增，全清朝內地各省轄區的各「道」皆然，「道」逐漸成為介於清代的「省」與「府州」之間的新一層「準行政區劃」，這不獨臺灣道為特例，然而臺灣道也因此逐漸凌駕於臺灣府之上，但同樣都還是受福建省節制管轄。

臺灣道前身為1684年—1727年的臺廈道。1885年臺灣建省，但因為福建與臺灣仍有相當密切的行政體系關係，因此臺灣省的正式名稱仍為「福建臺灣省」。然而臺灣建省後，臺灣道的編制仍在，且持續駐紮於台南，而台灣巡撫取代台灣道成為台灣最高長官，且原有之學政管理權轉由台灣巡撫，只保留刑名案件的權力。

## 行政區劃與官署
臺灣清治時期這段時間，臺灣道屬福建省所管轄，前期還只是省的派出機構，而正式行政區劃的臺灣府，同樣也屬於福建省所管轄。臺灣道全名為福建省臺灣道。不過因為：一、在清代行政層級正式編制上，「府」才是正式的行政區而「道」並不是；二、福建省臺灣道與臺灣府管轄區域長期多所重疊；因此，正式官方文獻仍以臺灣府稱清治時期之臺灣。
直至1885年設福建臺灣省，臺灣道仍然保留該官署。不過因為新建的臺灣省方面之布政、監察、軍事、納稅等體系，仍與福建省方面有相當密切的行政體系關係，因此於各式正式官方文件中，臺灣省的正式名稱還是「福建臺灣省」。

## 官職
臺灣道屬於道員一級之正四品文官，清中葉後加按察使銜（正三品）。除了統管臺灣政學經建內政外，因加兵備銜，得節制臺灣鎮總兵（正二品），所以到清代中後期，臺灣道為臺灣地方的實際軍政領導，但都須受上級長官福建巡撫、或閩浙總督的管轄。而臺灣道官職全名，依沿革先後為福建分巡臺灣廈門道、福建分巡臺灣道、福建分巡臺灣兵備道、按察使銜分巡臺灣兵備道。除此，臺灣道官職名稱亦稱為臺灣巡道或分巡臺灣道。
官餉酬勞方面，以1755年（乾隆二十年）臺灣所列歲出為例子，臺灣道之年俸銀錢為六十二兩四分四釐，養廉銀一千六百兩（臺灣縣及鳳山縣各出四百兩，諸羅縣八百兩），合計為一千六百六十二兩四分四厘。而當時差役與工人薪餉，約為一年二十兩至三十兩白銀。

### 福建分巡臺灣廈門道
福建分巡臺灣廈門道為1687年至1727年间臺灣道的正式官稱，又稱為臺廈道。事實上，清治時期初期的這階段，臺廈道駐守地仍為福建廈門，而首任道員為周昌。1727年，福建分巡臺灣廈門道改制為福建分巡臺灣道，吳昌祚為改制後的首任道員。

### 福建分巡臺灣道
福建分巡臺灣道設置於1727年，此官職與前身臺廈道最大不同是臺廈道道署設於廈門，改制之後的臺灣道則設署於臺灣臺南，也派實赴任。不過在幾乎同時期，清朝亦增設巡視臺灣監察御史來制衡渡臺設署之臺灣道。此外，臺灣清治時期的這階段，臺灣仍為福建省所管轄，主官皆為外地輪調，而這是中國歷代在各省各道各府州各縣都有的「利益迴避原則」，即是本地人不能當本地官，以避免與本身鄉里勢力盤根錯節，故需利益迴避。1767年，陝西人張珽任職期間，福建分巡臺灣道改制為福建分巡臺灣兵備道，此次改制後不久，擁有監察臺灣軍政權責的巡臺御史也為之裁撤。

### 福建分巡臺灣兵備道

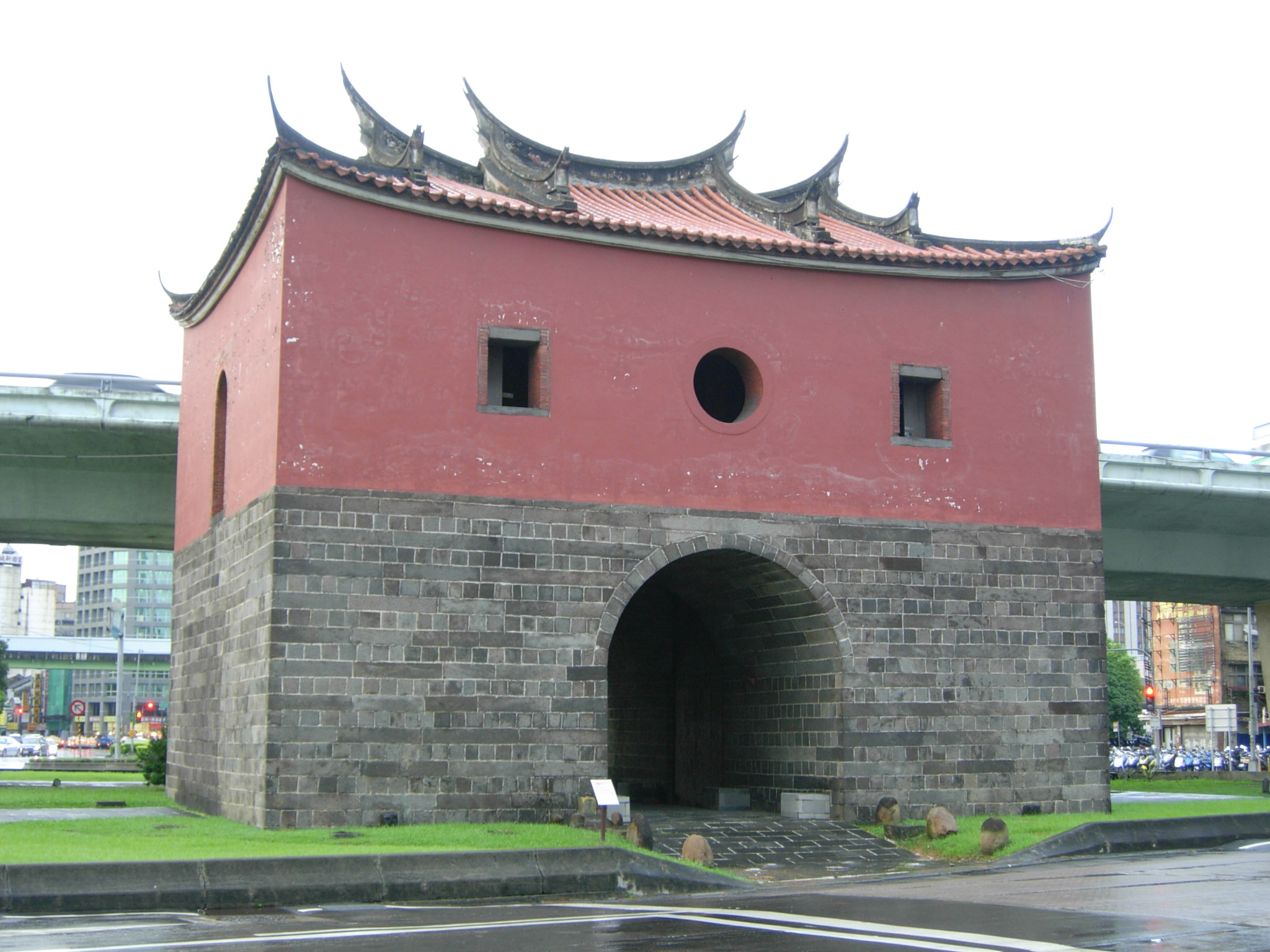
臺北城為1880年代中期之臺灣道劉璈所督工興建，該城是臺灣史上唯一全部用優良石條所建的石城，也是唯一的長方形城池，更是清代最後一座風水石城。

福建分巡臺灣兵備道改制設置於1767年。該官銜與前身分巡臺灣道最大不同在於明確加授臺灣道節制軍事權力，制約臺灣鎮，並免受巡臺御史審訊。1791年，雲南人萬鍾傑任職期間，福建分巡臺灣兵備道再度升格為按察使銜分巡臺灣兵備道，也就是增加了可直接上奏清朝皇帝之職權。

### 按察使銜分巡臺灣兵備道
1788年，臺灣道加按察使銜，使臺灣道獲得不經督撫轉奏的單獨奏事權，亦即得到獨立的監察權。此次擴權與動搖全臺的林爽文事件有很大關係。
1885年，臺灣升格建立「福建臺灣省」之後，按察使銜分巡臺灣兵備道，原則上受從二品之福建臺灣巡撫制約，實際行政權也為福建臺灣布政使所承襲。也因為臺灣省與臺灣道管轄區域重疊，也造成了軍政皆雙首長制的窘困尷尬。而首任臺灣巡撫安徽人劉銘傳，與同時期就任臺灣道的湖南人劉璈，因爭權造成許多紛爭，1889年，臺灣道道員劉璈因西仔反戰役立功且主導興建臺北城，但最後因案充軍黑龍江。